# Самассі
Самассі (італ. Samassi, сард. Samassi) — муніципалітет в Італії, у регіоні Сардинія,  провінція Медіо-Кампідано.
Самассі розташоване на відстані близько 410 км на південний захід від Рима, 35 км на північний захід від Кальярі, 10 км на південь від Санлурі, 15 км на схід від Віллачідро.
Населення — 5256 осіб (2014).
Щорічний фестиваль відбувається 16 вересня. Покровитель — San Geminiano.

## Демографія
Населення за роками:

Станом на 1 січня 2023 року в муніципалітеті офіційно проживало 139 іноземців з 21 країни, серед них 14 громадян країн Євросоюзу та 1 громадянин України.

## Сусідні муніципалітети
- Фуртеї
- Санлурі
- Серраманна
- Серренті